# Horaglanis
Horaglanis — рід риб з родини Кларієві ряду сомоподібних. Має 4 види. Інша назва «сліпий сом». Наукова назва походить від прізвища індійського дослідника С. Л. Гора й слова «glanis», що з латини перекладається як «сом».

## Опис
Загальна довжина представників цього роду коливається від 3,5 до 4,2 см. Голова порівняно з тулубом широка, відносно масивна. Кістки черепа міцно зчленовані. Очі відсутні зовсім. Звідси походить інша назва цих риб. Є 3—4 пари вусів. Тулуб стрункий. Шкіра гладенька, позбавлена луски. Плавці практично атрофовані, окрім грудних та хвостового. Перші вузькі, з короткою основою. Хвостовий — помірно широкий.
Забарвлення рожеве або червонувате.

## Спосіб життя
Є демерсальними рибами. Зустрічаються в колодязях, майже в повній темряві. Підземними каналами ці сомики можуть перепливати з одного колодязя до іншого. Живляться дрібними водними організмами.

## Розповсюдження
Є ендеміками Індії.

## Види
- Horaglanis abdulkalami Babu, 2012
- Horaglanis alikunhii Babu & Nayar, 2004
- Horaglanis krishnai Menon, 1950 (Indian blind catfish)
- Horaglanis populi Raghavan, Sundar, Arjun, Britz & Dahanukar, 2023